# Svart katt
För andra betydelser, se Svart katt (olika betydelser).

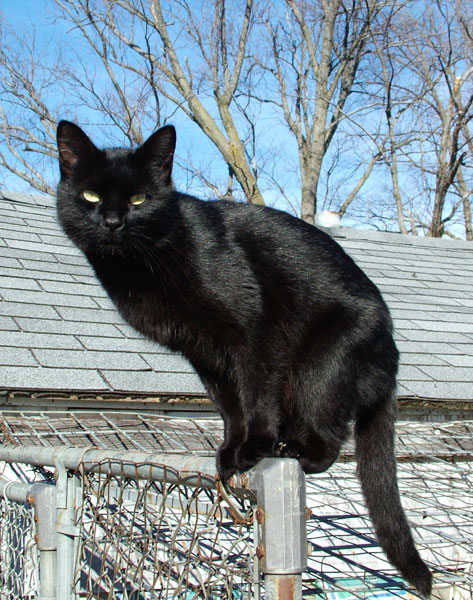
Den svarta katten är i många kulturer omgiven av vidskeplighet, exempelvis att den bringar tur eller otur.

En svart katt är en tamkatt med helsvart päls. Den kan vara renrasig eller en blandraskatt. The Cat Fanciers' Association (CFA) erkänner 22 kattraser som kan ha helsvart päls. Endast rasen Bombay är alltid svart. Den svarta färgen i pälsen beror på höga halter av pigmentet melanin vilket även gör att svarta katter ofta har gul iris. Svarta katter är i många kulturer omgivna av vidskeplighet och olika föreställningar som att de bringar tur eller otur, att de är förbundna med mörka okända krafter och därför förknippats med häxor, djävulen och liknande.

## Inom kulturen

### Skrock och vidskepelse

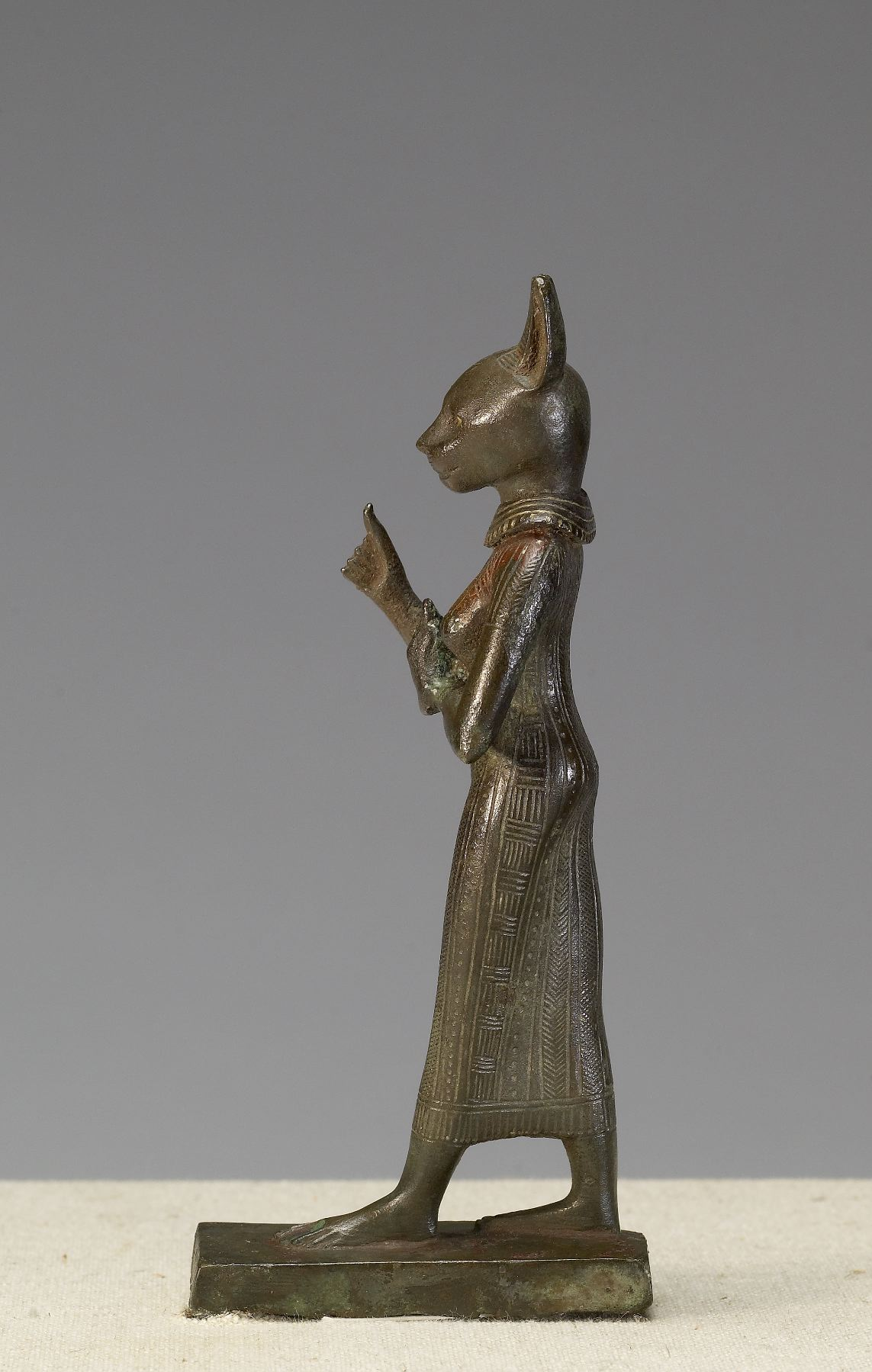
Skulptur av den grekiska gudinnan Bastet, från mellan 400 och 250 f.Kr.

Folkloren kring svarta katter variera beroende på kultur. Den svarta katten som kulturell ikon och övernaturligt väsen förekom redan i antika Egypten och kopplades främst till gudinnan Bastet. Ursprungligen en krigsgud med lejonhuvud men som med tiden, och med kattens domesticering runt 1500 f.Kr, mildrades och allt mer kom att liknas vid Hathor och avbildas som en kattgudinna. Att ha en svart katt i det egyptiska hushållet innebar därför att man kunde vänta sig mer tur. Denna uppfattning förekom även under tidigt 1600-tal i delar av Europa. Exempelvis sörjde monarken Karl I av England sin döda svarta favoritkatt och menade att hans tur nu var över.
I Storbritannien, och även i Japan, har den svarta katten delvis fortsatt associeras med tur. Det finns även föreställningar om att en kvinna som har en svart katt får många friare. I Skottland har en okänd svart katt i hemmet inneburit välstånd och i keltisk mytologi förekommer en fe som kallas Cat Sìth som tar formen av en svart katt. Även svarta skeppskatter har ibland omskrivits som extra lyckobringande, även bland pirater.

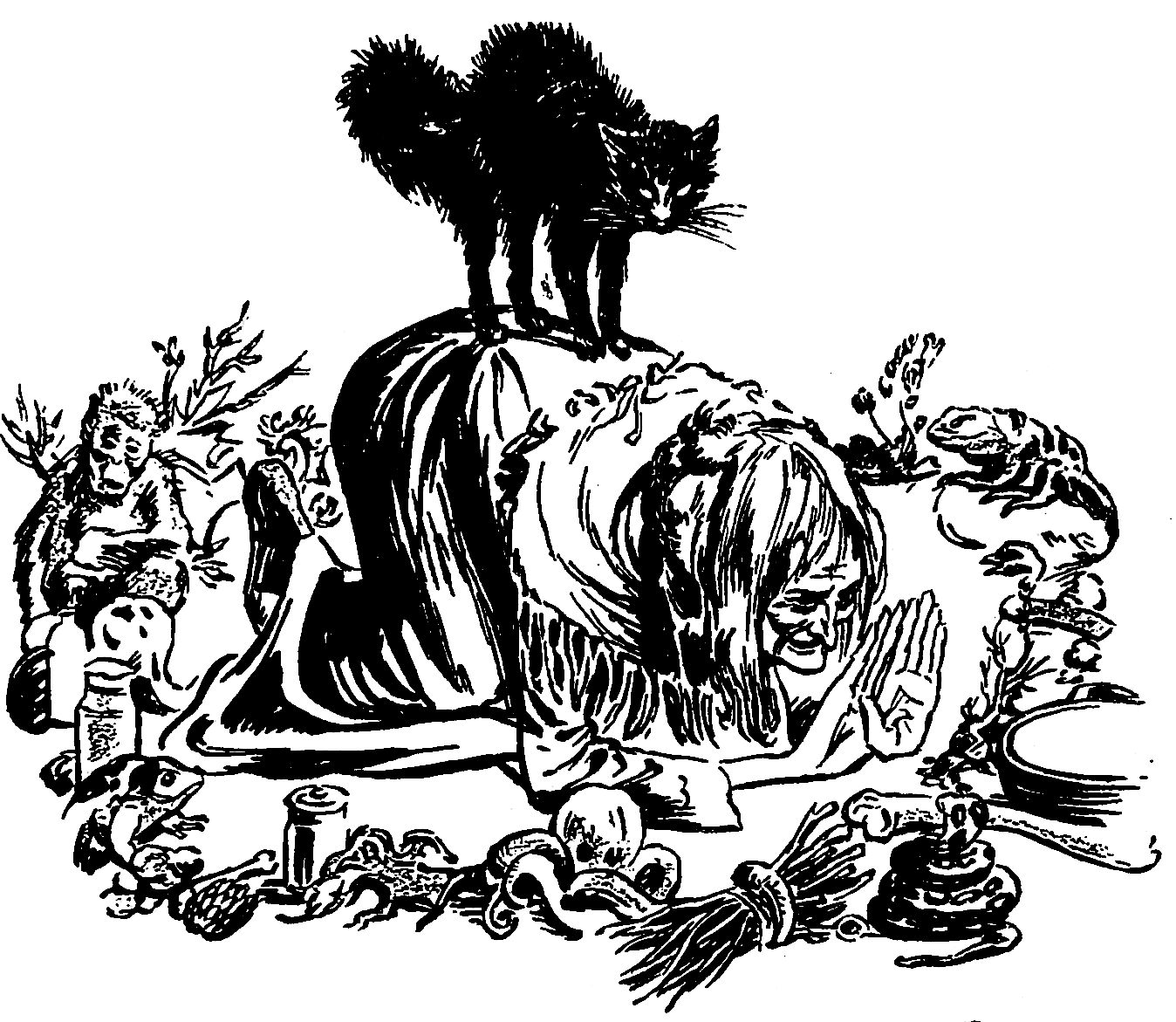
Den svarta katten och häxan är starkt förnippade med varandra.

I västerländsk kulturhistoria är det dock vanligare att den svarta katten setts som ett dåligt omen och förknippats med ondska, sjukdom och synd. Ofta har de associerats med häxor och sett som dess totemdjur, spioner eller kurirer eller trotts ha varit häxor eller demoner som förvandlat sig till katter. I stora delar av Europa är den svarta katten en symbol för olycka, speciellt om den korsar vägen framför en person, vilket ses som ett omen. 

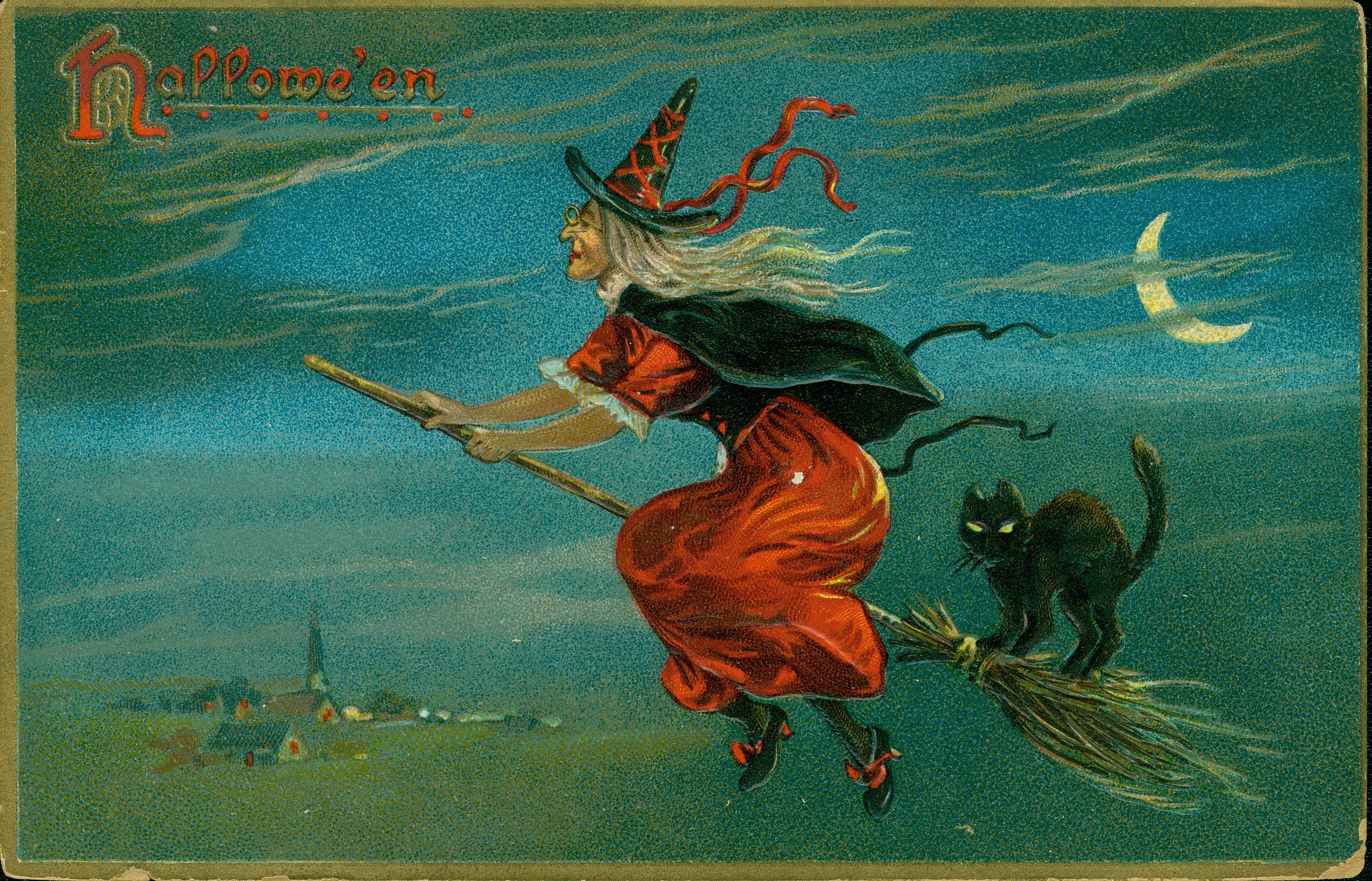
Häxan som flyger på sin kvast tillsammans med en svart katt är ett känt motiv som kopplas till Halloween i USA medan det kopplas till påsken i delar av norra Europa.

I delar av Tyskland finns uppfattningen att en katt som korsar vägen från höger till vänster är ett dåligt omen medan det åt andra hållet är ett gott tecken. Många av de engelska kolonialister som landsteg vid Plymouth Rock och bildade Plymouthkolonin i Amerika följde en radikal kristen lära som bland annat innebar en stark misstänksamhet mot allt som kunde vara besatt av satan. De såg den svarta katten som en följeslagare av eller en ond ande kopplad till häxor. Denna vidskeplighet ledde till att man slaktade svarta katter.
I äldre tid har det förekommit uppfattningar om att blod eller kroppsdelar ifrån en svart katt kunde ha magiska egenskaper. Även idag förekommer det vidskeplighet kopplat till svarta katter, i exempelvis USA och Europa. Statistik visar att svarta katter mer sällan blir adopterade ifrån amerikanska katthem. Det förekommer även att svarta katter skadas och plågas, speciellt kring Halloween i USA, och det finns vandringssägner om att svarta katter kring denna högtid har attackerat och dödat människor.

Den svarta katten som symbol för syndikalism.

### Som symbol
Sedan 1880-talet har den svarta färgen associerats med anarkism och den svarta katten, i en aggressiv beredd kroppsställning, blev sedermera en anarkistisk symbol — främst kopplad till syndikalism – och en vild strejk kallas i Amerika ofta för "Wildcat strike".
En liknande kattsiluett, som beskrivs ovan användes som logotyp av det svenska batteriföretaget Tudor.

### Litteratur och film

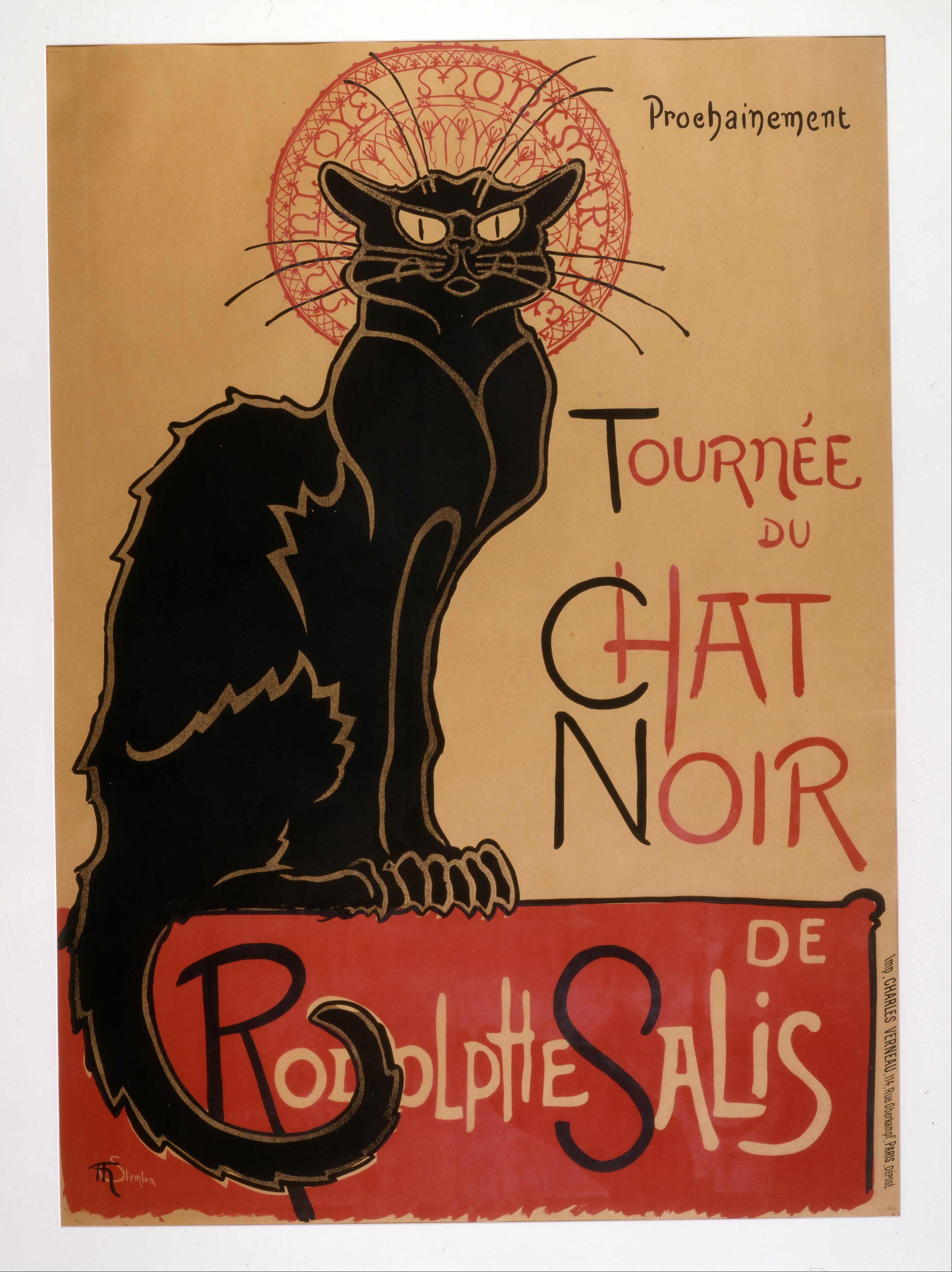
Théophile Steinlens kända affisch från 1896 för nattklubben Le Chat Noir.

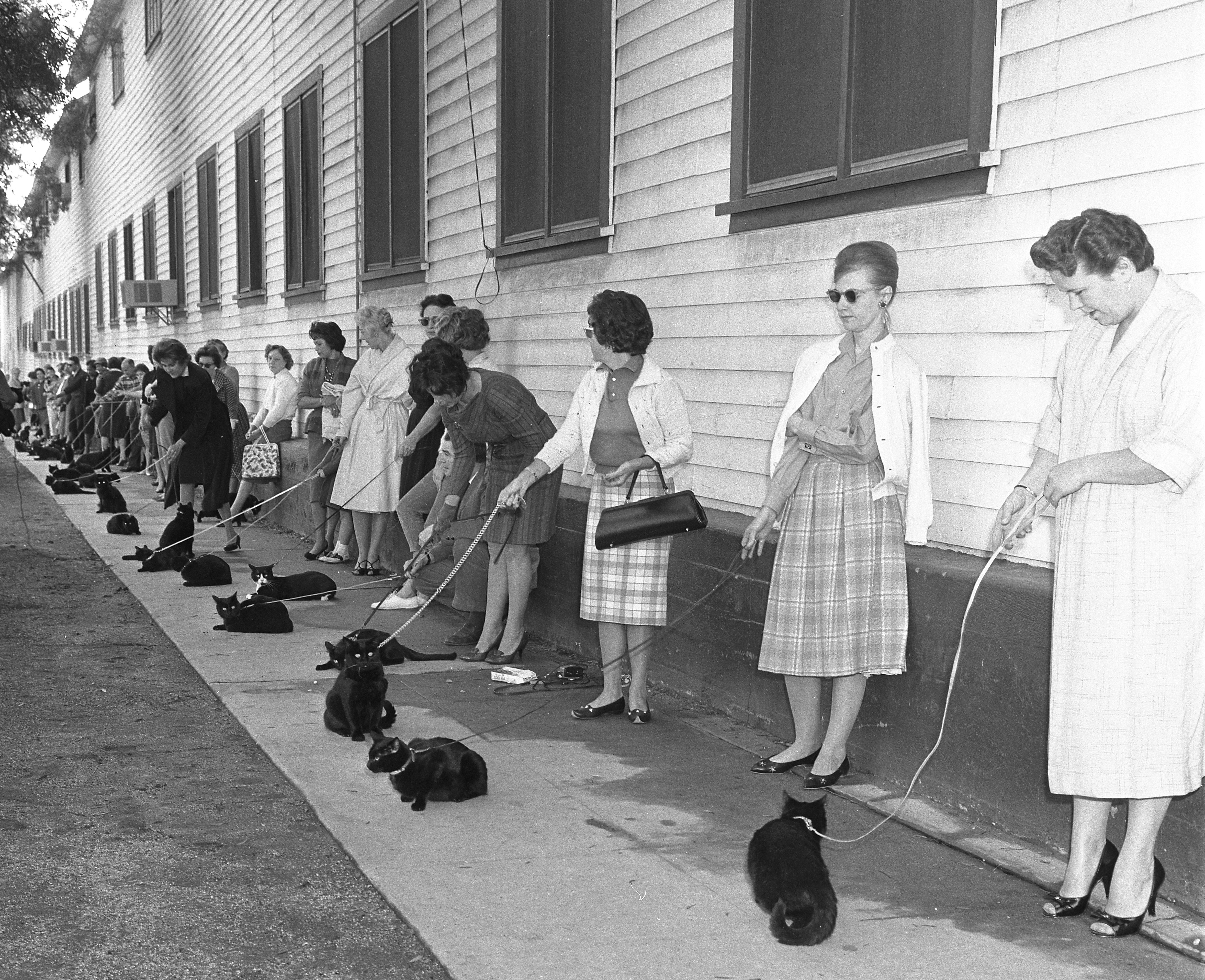
Casting för en svart katt i Los Angeles 1961. Filmstudion sökte en katt till Roger Cormans film En studie i skräck.